# Ryan Phillippe
Matthew Ryan Phillippe (* 10. září 1974 New Castle, Delaware) je americký herec, v letech 1999–2007 manžel herečky Reese Witherspoonové. První významnější vystoupení bylo v seriálu One Life to Live, kde ztvárnil roli homosexuála, jednoho z prvních v amerických mýdlových operách. V celovečerním filmu debutoval v hororu Tajemství loňského léta (1997).